# Paradisaea
Paradisaea és un gènere d'ocells de la família dels paradiseids (Paradisaeidae).

## Taxonomia
Segons la Classificació del Congrés Ornitològic Internacional (versió 13.1, 2023) aquest gènere està format per 6 espècies:
- Paradisaea apoda - ocell del paradís cuablanc gros.
- Paradisaea raggiana - ocell del paradís de Raggi.
- Paradisaea minor - ocell del paradís cuablanc petit.
- Paradisaea decora - ocell del paradís de Goldie.
- Paradisaea rubra - ocell del paradís roig.
- Paradisaea guilielmi - ocell del paradís imperial.

L'ocell del paradís blau, tradicionalment ubicat al gènere Paradisaea, ha estat classificat recentment al seu propi gènere: Paradisornis, arran Beehlet et Pratt (2016)